# 阿力仆把都兒
阿力仆把都兒（?—?），是叶尔羌汗国吐鲁番地區的总督。
1570年，拉失德的第五子马黑麻被任命为吐鲁番总督，向明朝入貢。明穆宗封马黑麻為土魯番王。1575年四月，阿力仆把都兒成為吐鲁番新的总督，明神宗封他為土魯番王。1579年十月，阿卜納西兒呵黑麻襲立為土魯番王。之後1583年，又有马黑麻虎答遍迭成為土魯番王。